# 奧爾泰尼察戰役
奧爾泰尼察戰役（1853年11月4日）是克里米亞戰爭的首場戰役，由鄂圖曼帝國的奧馬爾帕夏所指揮的鄂圖曼軍隊來保衛要塞，並設法抵擋由彼得·丹嫩貝格所領導的俄羅斯軍隊的進攻直至後者被命令撤退。俄羅斯的進攻剛到鄂圖曼的防禦工事內就鳴金收兵，他們損失慘重，但仍有條不紊地撤退；鄂圖曼直到最後仍堅守陣地，但是沒有試圖去追擊俄方軍隊，並在後來回撤至多瑙河對岸。

## 背景
在該戰役的準備階段，俄羅斯便佔領了摩爾達維亞、瓦拉幾亞這兩個多瑙河沿岸的公國，並將部隊部署於多瑙河左岸，即鄂圖曼邊界所在。作為回應，鄂圖曼軍隊在奧馬爾帕夏的指揮下駐紮在多瑙河右岸以面對他們。左翼方面，鄂圖曼在最西邊的維丁要塞附近屯滿重重軍隊，但俄羅斯並沒有這麼多軍隊在那裏（他們擔心會與奧地利發生外交摩擦）；中軍方面，在布加勒斯特以南的俄羅斯軍隊在魯塞、圖特拉坎及錫利斯特拉與鄂圖曼軍隊對峙。在1853年10月4日，鄂圖曼發出最後通牒要求在2週內撤退未果後，由費里克·伊斯梅爾帕夏率領的鄂圖曼軍隊於1853年10月28日越過多瑙河，將俄羅斯人從維丁到達卡拉法特山的範圍中趕出瓦拉幾亞西部。10月30日，奧馬爾帕夏親自抵達集結在圖特拉坎堡壘附近的部隊。

## 戰役經過
1853年11月2日，由奧馬爾帕夏率領的鄂圖曼軍隊之先鋒隊越過瓦拉幾亞東部的多瑙河，並佔領了位於圖特拉坎要塞對面的奧爾泰尼察附近的強化隔離區。首先由一個鄂圖曼步兵連通過，然後接下一個連，以此類推；同時他們設法建立一些防禦工事。根據奧馬爾帕夏的報告，該橋頭堡有3個普通步兵連和2個來福步兵連，還有150名騎兵和6門大砲，並且他還在多瑙河右岸（鄂圖曼帝國邊界處）以及隔離區附近的島上放置了幾組火砲，在戰期間他本人則留在圖特拉坎。11月4日，在丹能伯格將軍指揮下，俄羅斯軍隊開始襲擊鄂圖曼要塞，該軍隊共有8個步兵連和9個騎兵中隊（總共約6000人）。在一開始的兩個小時內，俄羅斯的16門大砲開始對鄂圖曼防線開火，並逐漸的往後者靠近，爾後，在確定還擊的火力已經充分削弱後，俄羅斯將所有步兵都投入了進攻。然而，這些以密集的連縱隊行進的俄羅斯步兵在鄂圖曼步兵和火砲的猛烈反擊下損失慘重。攻方一直推進到護城河前，但隨後他們被命令撤退，至此他們總共損失了大約970人。
俄羅斯的失敗被認為是因為較少的部隊人數、偵察能力差、砲兵支援不足致使未能抵消敵人最強大的防禦、及在俄軍已經成功推進至敵方陣地的時候鳴金收兵所致。俄羅斯皇帝尼古拉一世在詳細研究這場戰鬥後評論說，丹能伯格的部隊沒有足夠的火砲將鄂圖曼人從防禦陣地中趕走，壓制已被強化的鄂圖曼大砲（這些大砲都在多瑙河右岸的其他砲兵陣地進行支援），並且應該以較鬆散的陣型作戰，同時使用槍手來對抗敵人防禦工事的砲口。後來丹能伯格本人為他的撤退命令進行辯護，理由為進入鄂圖曼陣地後，他的部隊將很容易受到來自多瑙河對岸的鄂圖曼炮火攻擊，但這種解釋並不令人滿意，因為根本不清楚在這種情況下為什麼要進行步兵攻擊。
奧馬爾帕夏正式宣布他損失了大約180人；俄羅斯雖然不知道敵人的實際損失，但他們認為其損失應該很重：主要是由於他們在近距離大量使用榴霰彈。

## 後續
奧爾泰尼察戰役為克里米亞戰爭的第一場戰役。該戰役在戰術上由鄂圖曼取得了勝利，俄羅斯軍隊的撤退使得鄂圖曼軍隊得以佔領多瑙河左岸的橋頭堡，然而鄂圖曼軍隊沒有試圖乘勝追擊。該場戰鬥被歐洲媒體誇大地描述為鄂圖曼帝國的偉大勝利，儘管它實質上對戰略上的影響微乎其微，隨後歐洲媒體紛紛對鄂圖曼方的按兵不動感到困惑。儘管如此，俄羅斯的自尊心多少受到了打擊，而鄂圖曼對於他們近年來的首次重大勝利感到歡欣鼓舞。

### 註腳
1. ↑  Tucker 2010，第1209頁.
2. 1 2 3 4 5 6 7 8  Badem 2010，第108頁.
3. 1 2  Goldfrank 2014，第231頁.
4. 1 2 3  Badem 2010，第109頁.
5. ↑  Engels 1979，第516-522頁.
6. 1 2 3 4 5 6 7  Богданович 1876，第五章.
7. 1 2  Saab 1977，第119頁.
8. ↑  Badem 2010，第107頁.
9. ↑  Тарле 2015，第575頁.

### 文獻
- Tucker, Spencer C. . ABC-CLIO. 2010.
- Baumgart, Winfried. . London: Arnold. 1999. ISBN 0-340-75960-7. OCLC 48249310.
- Engels, Friedrich. . New York: International Publishers. 1979.
- Rhodes, Godfrey. . London: Longman, Brown, Green, & Longmans. 1854  [2022-07-15]. OCLC 780153681. （原始内容存档于2022-07-15）.
- Badem, Candan. . Leiden, Boston: BRILL. 2010: 107–109  [2022-07-15]. ISBN 9789004182059. （原始内容存档于2022-07-15）.
- Goldfrank, D. M. . Routledge. 2014.
- Saab, Ann Pottinger. . University of Virginia Press. 1977.
- Богданович, Модест Иванович.  . 1876.
- Тарле, Евгений Викторович. . Directmedia. 2015. ISBN 9785447554507.

## 外部連結
44°5′12″N 26°38′12″E / 44.08667°N 26.63667°E